# Giampiero Orsello
Gian Piero Orsello (Modena, 3 novembre 1927 – 29 ottobre 2006) è stato un politico e giurista italiano.

## Biografia
Laureato in giurisprudenza all’Università di Bologna e in filosofia all’Università di Urbino con il massimo dei voti,  nell'aprile del 1952 viene chiamato da Giovanni Malagodi alla vice-segreteria del Partito Liberale Italiano. Nel 1956 viene eletto consigliere della Provincia di Bologna. Candidato alle elezioni politiche del 1958, non viene eletto. L’anno successivo a causa di contrasti politici lascia la vice-segreteria, pur rimanendo iscritto al partito e nel 1960 è a Bruxelles come portavoce per l’Italia presso la Comunità Europea.
Nel 1962, tornato in Italia, si dimette dal PLI insieme al gruppo di Democrazia Liberale; prosegue il suo impegno politico dapprima nel Partito Socialista Democratico Italiano, poi dal 1989 nel Partito Socialista Italiano. All’attività politica ha sempre affiancato l’insegnamento alle Università La Sapienza e Luiss di Roma, dove ha insegnato legislazione sociale, diritto delle comunità europee, storia dell’integrazione europea e istituzioni di diritto pubblico
È stato segretario generale del Movimento europeo Internazionale e vicepresidente del Movimento europeo Italia, vice Presidente della RAI, presidente dell'Istituto Italiano di Studi Legislativi. La passione per l’Europa lo ha contraddistinto fin da giovane con la partecipazione al Movimento Federalista Europeo. Negli anni Novanta è stato vicepresidente del Consiglio italiano del Movimento Europeo e Segretario Generale del Movimento Europeo internazionale.
Muore alla fine di ottobre del 2006, pochi giorni prima di compiere 79 anni.